# 三门镇 (株洲市)
三门镇，是中华人民共和国湖南省株洲市天元区下辖的一个乡镇级行政单位。

## 行政区划
三门镇下辖以下地区：
上节街社区、下节街社区、高岭村、黄田村、松柏村、莲花村、湖田村、马道村、白石村、苍霞村、高峰村、响水村、福星村、石亭村、护塘村、桎木村、月形村、株木村、燕子村、金牌村、南江村和湖坪村。

## 景区
株洲石三门现代农业公园响水园景区：位于响水村，2021年初晋升为国家3A级旅游景区。